# Harry Potter : Coupe du monde de quidditch
Harry Potter : Coupe du monde de quidditch (Harry Potter : Quidditch World Cup) est un jeu vidéo de sport simulant le quidditch, sport fictif présent dans les aventures de la série littéraire Harry Potter de J. K. Rowling. Le jeu est développé et édité par EA Games, et sort en France le 6 novembre 2003, sans pour autant coïncider avec la sortie d'un livre ni d'un film.
Le jeu est disponible sur différentes plateformes : PC, Xbox, PlayStation 2, GameCube et Game Boy Advance.

## Déroulement
Les règles du jeu sont fidèles à celles énoncées dans les romans de J. K. Rowling. Ainsi, le joueur peut passer le souafle et marquer des buts avec les poursuiveurs, envoyer des cognards sur les joueurs adverses avec les batteurs, ou se lancer à la poursuite du Vif d'or avec l'attrapeur. En accumulant les passes et les tirs, le joueur remplit une jauge lui permettant de débloquer différentes actions comme le tir imparable ou l'attaque de cognard.
Le jeu débute à l'école Poudlard où le joueur doit gagner la coupe de quidditch de l'école. Il doit choisir l'une des équipes des quatre maisons, Gryffondor, Serpentard, Serdaigle ou Poufsouffle. Les joueurs de ces équipes expliquent alors au joueur les bases du jeu à travers des mini-épreuves que le joueur doit réussir pour débloquer le reste du jeu. S'il remporte la coupe de quidditch de Poudlard, le joueur débloque la Coupe du monde de quidditch. Il peut alors choisir l'une des équipes internationales (l'Allemagne, l'Angleterre, l'Australie, l'Équipe du Nord, les États-Unis, l'Espagne, la France ou le Japon, l'équipe de Bulgarie pouvant être débloquée ensuite) pour partir à la conquête de la Coupe du Monde. 
Le joueur affronte les autres équipes internationales dans un championnat aller-retour, puis est classé en fonction des points qu'il a marqués pendant le match. L'équipe qui a le plus de points après seize tours de match est championne du monde.
Les objectifs secondaires consistent à gagner des cartes en réalisant des défis (marquer un certain nombre de points en un seul match, gagner avec une certaine différence de points, gagner en marquant tous les buts dans l'anneau droit, etc.).
Les niveaux de difficulté du jeu sont déterminés par les différents balais : le Comète 260, le Nimbus 2000, le Nimbus 2001 et l'Éclair de Feu, qui correspond au niveau le plus difficile.

## Bande son
La musique du jeu, que l'on entend uniquement dans le menu, est le Dies Irae du Requiem de Giuseppe Verdi.

## Accueil
Le jeu reçoit un avis assez favorable de la part de Jeuxvideo.com, qui lui attribue la note de 13/20 en évoquant des graphismes « de bonne facture » mais dénotant « une sorte de lourdeur » dans la jouabilité.